# Orsolobidae
Orsolobidae zijn een familie van spinnen. De familie telt 28 beschreven geslachten en 181 soorten.

## Geslachten
- Afrilobus Griswold & Platnick, 1987
- Anopsolobus Forster & Platnick, 1985
- Ascuta Forster, 1956
- Australobus Forster & Platnick, 1985
- Azanialobus Griswold & Platnick, 1987
- Bealeyia Forster & Platnick, 1985
- Chileolobus Forster & Platnick, 1985
- Cornifalx Hickman, 1979
- Dugdalea Forster & Platnick, 1985
- Duripelta Forster, 1956
- Falklandia Forster & Platnick, 1985
- Hickmanolobus Forster & Platnick, 1985
- Losdolobus Platnick & Brescovit, 1994
- Mallecolobus Forster & Platnick, 1985
- Maoriata Forster & Platnick, 1985
- Orongia Forster & Platnick, 1985
- Orsolobus Simon, 1893
- Osornolobus Forster & Platnick, 1985
- Paralobus Forster & Platnick, 1985
- Pounamuella Forster & Platnick, 1985
- Subantarctia Forster, 1955
- Tangata Forster & Platnick, 1985
- Tasmanoonops Hickman, 1930
- Tautukua Forster & Platnick, 1985
- Turretia Forster & Platnick, 1985
- Waiporia Forster & Platnick, 1985
- Waipoua Forster & Platnick, 1985
- Wiltonia Forster & Platnick, 1985

## Taxonomie
Voor een overzicht van de geslachten en soorten behorende tot de familie zie de lijst van Orsolobidae.